# Église Sainte-Marie d'Albany
Pour les articles homonymes, voir Église Sainte-Marie.
L'église Sainte-Marie (St. Mary's Church) est une église catholique américaine inscrite au Registre national des lieux historiques en 1977. Elle se trouve à Albany dans l'État de New York.

## Historique
L'église Sainte-Marie est construite en 1867 par Charles Nichols et Frederick Brown dans le style néoroman italien. Son imposant clocher est bâti en 1894 et mesure 175 pieds de hauteur. Il est surplombé par l'ange du Jugement Dernier.

## Source
- (en) Cet article est partiellement ou en totalité issu de l’article de Wikipédia en anglais intitulé « St. Mary's Church (Albany, New York) » (voir la liste des auteurs).